# Rafael Aceves
Rafael Aceves y Lozano (Granja de San Ildefonso, 20 de Março de 1837 — Madrid, 21 de Fevereiro de 1876), foi um compositor espanhol.   
Rafael Aceves foi um compositor que iniciou a sua carreira obtendo a medalha de ouro do Conservatório de Madrid, em 1863. Ficou especialmente conhecido pela autoria de música religiosa. Junto com um colega compositor, concluiu a ópera "El puñal de misericordia", em 1869, com a qual foi novamente reconhecido com um prémio.
No género musical da zarzuela, compôs alguns temas de referência, como "La bola negra" e "El trono de Escocia", sendo que esta última foi composta com a colaboração de Manuel Fernández Caballero. Com a colaboração de Francisco Asenjo Barbieri compôs a zarzuela "El Testamento Azul". Em homenagem a Cervantes, Aceves compôs a obra "El manco de Lepanto - Episodio histórico en un acto y en verso ", em 1867, que relata o cativeiro e libertação do escritor em Argel. Compôs ainda uma paródia à obra "El molinero de Subiza", de Cristóbal Oudrid, que intitulou "El carbonero de Subiza". 